# Astiphromma aquilonare
Astiphromma aquilonare är en stekelart som beskrevs av Dasch 1971. Astiphromma aquilonare ingår i släktet Astiphromma och familjen brokparasitsteklar. Inga underarter finns listade.